# Parafia Podwyższenia Krzyża Świętego w Niwnicy
Parafia Podwyższenia Krzyża Świętego w Niwnicy – rzymskokatolicka parafia położona w metropolii katowickiej, diecezji opolskiej, w dekanacie nyskim.

## Charakterystyka
Parafia Podwyższenia Krzyża Świętego w Niwnicy obejmuje swoim zasięgiem terytorium dwóch wsi: Niwnicę i Wyszków. Na jej terytorium zamieszkuje obecnie około 1100 wiernych.

## Historia
Niwnica po raz pierwszy pojawia się w źródłach pisanych w 1226 r., zaś pierwszy proboszcz Arnolf wymieniony jest w 1297 r. Parafia była potwierdzona w Liber fundationis diecezji wrocławskiej z ok. 1305 r. Do 1810 r. parafia znajdowała się w dobrach biskupów wrocławskich. Po zakończeniu II wojny światowej (1945) parafia znalazła się w granicach Polski i nowo powstałej opolskiej.

### Proboszczowie (po1945r.)
| Lp. | Imię i nazwisko        |
| --- | ---------------------- |
| 1   | ks. Roch Łysik         |
| 2   | ks. Zygmunt Mikluszka  |
| 3   | ks. Józef Łebek        |
| 4   | ks. Józef Smolin       |
| 5   | ks. Leon Grzenkowicz   |
| 6   | ks. Stefan Dygoniewicz |
| 7   | ks. Konstanty Nagi     |
| 8   | ks. Edward Bochenek    |
| 9   | ks. Gerard Sznura      |
| 10  | ks. Bronisław Łabuda   |
| 11  | ks. Werner Goriwoda    |
| 12  | ks. Wacław Leśnikowski |
| 13  | ks. Bogdan Ferdek      |
| 14  | ks. Andrzej Jucha      |
| 15  | ks. Piotr Józef Mazur  |

## Kościół
Pierwotny kościół, zapewne drewniany istniał w Niwnicy już w XIII w. W 1415 r. wzmiankowany jest tzw. nowy kościół, który spłonął w 1642 r. Po pożarze odbudowano go w stylu barokowym. W 1858 r. rozbudowano go poprzez dodanie prezbiterium. Świątynia była znacznie uszkodzona wyniku działań wojennych na terenie Nysy i okolic w 1945 r. Jej odbudowa trwała kilka lat.
Kościół filialny w Wyszkowie powstał w 1897 r.